# Алтун (Псковська область)
Алтун (рос. Алтун) — присілок в Новоржевському районі Псковської області Російської Федерації.
Населення становить 24 особи. Входить до складу муніципального утворення Вехнянська волость.

## Історія
Від 2015 року входить до складу муніципального утворення Вехнянська волость.

## Населення
| 2001 | 2002 | 2010 |
| ---- | ---- | ---- |
| 49   | ↘38  | ↘24  |